# Magnalia Christi Americana
Magnalia Christi Americana – dzieło autorstwa Cottona Mathera. Książka została napisana w 1702; mimo łacińskiego tytułu większość tekstu jest w języku angielskim. Opisuje historię kościelną Nowej Anglii od 1620 do 1698. Zawiera m.in. opis procesu czarownic z Salem, a także słynną sentencję Quid sum? Nil. Quis sum? Nullus. Sed gratia Christi, quod sum, quo vivo, quodque laboro, facit (Czym jestem? Niczym. Kim jestem? Nikim. Jedynie łaska Chrystusa sprawia, czym jestem, czym żyję, co czynię). Jest to summa istoty charakteru, poczynań i celu życia pierwszych kolonistów Nowej Anglii.